# Mycerema vochysiacearum
Mycerema vochysiacearum är en svampart som beskrevs av Bat., J.L. Bezerra & Cavalc. 1963. Mycerema vochysiacearum ingår i släktet Mycerema och familjen Schizothyriaceae.   Inga underarter finns listade i Catalogue of Life.